# Seal (Kent)
Pour les articles homonymes, voir Seal (homonymie).
Seal est une paroisse civile et un village du Kent, en Angleterre.